# He Would Act
He Would Act è un cortometraggio muto del 1915 diretto da W.P. Kellino.

## Trama
Un uomo cerca di diventare attore in un film e si fa saltare per aria.

## Produzione
Il film fu prodotto dalla Cricks.

## Distribuzione
Distribuito dalla Davison Film Sales Agency (DFSA), il film - un cortometraggio 160,63 metri - uscì nelle sale cinematografiche britanniche nel marzo 1915.